# Красноярские рыси
«Красноярские рыси» — команда по хоккею с шайбой из Красноярска. Основана в 2011 году как фарм-клуб команды «Сокол». С сезона 2011/12 по 2017/18 клуб выступал в Национальной молодежной хоккейной лиге. С сезона 2018/19 по 2021/22 клуб выступал в Первенстве Высшей хоккейной лиги. С сезона 2022/23 выступает в Чемпионате Молодёжной хоккейной лиги.
Обладатель Кубка Федерации в сезоне 2020/2021 и сезоне 2021/2022.

## История
В 2011 году в структуре ХК «Сокол» создана молодёжная команда, получившая название «Красноярские рыси». В сезоне 2011/12 года команда была заявлена во второй дивизион МХЛ. По итогам регулярного чемпионата команда заняла в дивизионе «Восток» второе место, а среди всех команд восьмое. По окончании первого сезона МХЛ-Б молодёжка «Сокола» заняла 6 место в лиге.
С сезона 2018/19 «Красноярские Рыси» стали выступать в Первенстве ВХЛ и, таким образом, потеряли статус молодёжной команды.
В сезоне 2020/21 команда под управлением Анатолия Степанова заняла пятое место в регулярном чемпионате, выйдя в 1/4 финала Кубка Федерации. Заявив перед играми плей-офф 13 игроков «Сокола», уверенно выиграла серию с «Челнами» 4:1, в полуфинале — с барнаульским клубом «Динамо-Алтай» — 4:2 и вышла в финал турнира, где уверенно обыграла саратовский «Кристалл» — 4:0 (7:5, 6:4, 5:1, 6:0)

## Капитаны команды
- 2011—2012  Игорь Дьячков
- 2012—2015  Николай Иванов
- 2015—2019  Никита Бравый
- 2019—2020  Артём Потылицын
- 2020—2021  Никита Бурмаго
- 2021—2022  Роман Смирнов
- 2022—н. в.  Андрей Носовко

## Главные тренеры команды
- Шостов Максим Анатольевич (1 мая 2011 — 13 июля 2015)
- Александров Игорь Сергеевич (14 июля 2015 — 30 апреля 2016)
- Чернов Евгений Владимирович (1 мая 2016 — 9 июня 2020)
- Степанов Анатолий Александрович (10 июня 2020 — 30 апреля 2021)
- Чернов Евгений Владимирович (1 мая 2021 — 5 июля 2022)
- Душкин Сергей Васильевич (6 июля 2022 — 6 февраля 2023)
- Копылов Валентин Владимирович (7 февраля 2023 — 5 июля 2023, и. о.)
- Глазков Александр Степанович (5 июля 2023 — 23 декабря 2023)
- Копылов Валентин Владимирович (c 23 декабря 2023, и. о.[6], с 3 июля 2024[7])